# Cartoon Network (Polonia)
Cartoon Network Polonia es la versión polaca de Cartoon Network, que fue lanzada el 1 de septiembre de 1998, a las 12:00 p.m., y actualmente se emite las 24 horas del día a partir del 1 de marzo de 2007, y hasta octubre de 2015, Cartoon Network se emitió simultáneamente de las 06:00 a las 21:00 horas (anteriormente de las 03:00 a las 21:00 horas), compartiendo la hora de la antena con TCM. Desde el 30 de septiembre de 2002 se emite el mismo programa para Rumania y Hungría (versión de 18 horas). Desde el 1 de octubre de 2008, Cartoon Network ha estado operando un feed separado para Polonia y otro para Rumania y Hungría. Ambos son transmitidos desde Varsovia. Los receptores del canal en nc+, Cyfrowy Polsat y los descodificadores de las redes de cable digital podían elegir versiones en polaco, húngaro, rumano o inglés. Actualmente, sólo está disponible el polaco y el idioma original.

## Historia

### La década de 1990
Este es el primer año en el que el canal es transmitido, desde el 1 de septiembre de 1998. En 1998, algunos de los programas estrenados fueron: Scooby-Doo, Where are You!, Los Supersónicos, Los Picapiedra, Tommy y Oscar, El show del Oso Yogui, El laboratorio de Dexter, Cow and Chicken, What a Cartoon!, Tom y Jerry y Johnny Bravo, entre otros. El 30 de noviembre de 1999, el cómic de Cartoon Network apareció en las tiendas. Algunas de las series estrenadas en este año fueron Animaniacs, I Am Weasel, The Powerpuff Girls y Dumb and Dumber.

### La década del 2000
En 2000, fueron estrenados Scooby-Doo and Scrappy-Doo, Courage the Cowardly Dog, Mike, Lu y Og, entre otros. También apareció el bloque de Cartoon Network Cinema (Cine Cartoon). El 5 de marzo de 2001 fue lanzado el sitio web de Cartoon Network en polaco. En 2002, algunas de las series estrenadas fueron Los peligros de Penélope Glamour, The Grim Adventures of Billy & Mandy, Samurai Jack, entre otras. El 4 de noviembre de ese año el bloque Toonami apareció en Cartoon Network. En 2003 fueron estrenados ¿Qué hay de nuevo, Scooby-Doo?, Codename: Kids Next Door, Star Wars: Clone Wars, junto a otros programas. El 1 de diciembre de 2003 se dejó de emitir Cartoon Network Cinema. Desde el 1 de septiembre de 2004, después de casi un año de ausencia, Cartoon Network Cinema volvió CN. El 2 de marzo, entre las 3:00 y las 6:00, Cartoon Network comenzó a emitir la versión polaca de CN. Anteriormente, durante estas horas, se emitió la versión británica de CN. El 11 de enero de 2005, la revista Cartoon Network Magazine apareció en las tiendas. El 15 de febrero de 2006 apareció una nueva versión actualizada del sitio web CartoonNetwork.pl. El 21 de abril, a las 06:00, el logotipo y el diseño gráfico de Cartoon Network cambiaron. El 3 de septiembre, el bloque Toonami apareció por última vez en Cartoon Network. En 2007, algunos de los programas estrenados fueron Johnny Test, Squirrel Boy y The Amazing Adrenalini Brothers. El 1 de marzo, Cartoon Network Polska inició una emisión de 24 horas. Por primera vez Cartoon Network Polonia organizó un popular concurso "Action Creation" en los Estados Unidos. El 14 de abril, el canal presentó un nuevo diseño gráfico.
El 29 de mayo de 2009, el canal presentó una nueva versión de su sitio web. En diciembre, Cartoon Network fue nominada para Telekamer 2010 en la categoría "Canal infantil". Ocupó el segundo lugar con 133.470 votos.

### La década del 2010
En 2010 fue estrenado Angelo Rules. En noviembre Cartoon Network fue nominada a Telekamer 2011 en la categoría "canal infantil". Obtuvo el tercer lugar, 22%. El 26 de noviembre, Cartoon Network cambió su logotipo y su diseño gráfico. En noviembre de 2011, Cartoon Network cambió la apariencia del titular en su sitio web. El 17 de diciembre, Cartoon Network organizó una fiesta de Navidad en la Galería Mokotów. Cartoon Network fue nominada para Telekamer 2012 en la categoría "canal infantil". Ocupó el tercer lugar con el 20,21% de los votos. En 2013, Cartoon Network celebró su 15º aniversario con The Amazing World of Gumball. Algunas de las series estrenadas en 2014 fueron Mixels, Teen Titans Go!, Steven Universe y Clarence El 14 de enero, Cartoon Network lanzó la tercera banda sonora como descripción de audio. El 26 de agosto a las 11:50 a.m. el logo de Cartoon Network fue movido de la esquina inferior derecha a la esquina superior derecha, como con el antiguo logo de antes del 26 de noviembre de 2010. Este año Cartoon Network ha introducido sistemáticamente nuevos gráficos y animaciones. El 17 de septiembre de 2015, Cartoon Network cambió el formato de la emisión de 4:3 a 16:9 en pantalla ancha, y el diseño gráfico de la estación fue cambiado. El 6 de octubre, la transmisión combinada de Cartoon Network/TCM terminó debido al lanzamiento del canal TNT. El 14 de octubre, Cartoon Network lanzó la transmisión en alta definición HD. El 1 de septiembre de 2016 se presentó un nuevo diseño gráfico. En 2018, algunos de los programas estrenados fueron El show de Tom y Jerry, DC Super Hero Girls, El mundo de Craig, Summer Camp Island, entre otros.

## Revistas de Cartoon Network

### Cómics de Cartoon Network
Desde el 30 de noviembre de 1999, se ha publicado la revista quincenal Cartoon Network Cómics. Contó con cómics de personajes de Hanna-Barbera, así como de El laboratorio de Dexter, The Powerpuff Girls, Johnny Bravo, Cow and Chicken, I Am Weasel y Chowder. En cada número había un gadget. Desde diciembre de 2000, la frecuencia de publicación de los cómics ha disminuido; desde entonces, el número se publica una vez al mes. El último número (40) se publicó en diciembre de 2001.

### Revista Cartoon Network
Desde el 11 de enero de 2005, se publica también la Revista Cartoon Network, donde se pueden encontrar cómics con personajes de dibujos animados, numerosos juegos y concursos, el anuncio de las novedades de Cartoon Network en un mes determinado y un gadget. Desde 2011, la frecuencia de la revista ha disminuido; desde entonces, la revista ha sido bimensual.

## Logo
Desde el 1 de septiembre de 1998 al 14 de abril de 2006 se utilizó el primer logotipo del canal, normalmente llamado "logotipo de tablero de ajedrez". Tenía una gran inscripción; en la parte superior "CARTOON" y en la pate inferior "NETWORK" en fondo blanco y negro, en la esquina superior derecha de la pantalla.
En el logotipo usado desde el 14 de abril de 2006 hasta el 3 de diciembre de 2010, la inscripción "CARTOON NETWORK" ha sido reducida y se encuentra en la parte inferior como firma. En la parte superior hay dos cuadrados oblicuos en blanco y negro con las letras "C" y "N", que proyectan una sombra de color. El 14 de abril de 2009, el canal renovó su diseño gráfico. Se encontraba en la pantalla de la esquina superior derecha. Se usó hasta el 3 de diciembre de 2010.
Y el último logotipo, usado desde el 3 de diciembre de 2010, se inspiró en el primer logotipo, pero solo hay cuadrados con las letras "C" y "N" (abreviatura de la estación), y se ha cambiado la fuente. La firma "CARTOON NETWORK" permanece. El logotipo animado se convierte de vez en cuando en el texto completo "CARTOON NETWORK". (similar al primer logotipo). Se ubica en la esquina inferior derecha en los años 2010-2014, y a partir del 26 de agosto de 2014 en la esquina superior derecha. Fue disminuido el 1 de febrero de 2017.
El 1 de enero de 2021, Cartoon Network Polonia comenzó a emitirse con la licencia checa de RRTV. El 18 de septiembre de 2024, Cartoon Network Polonia se fusionó con el canal CEE y RSEE.

1998-2006
2006-2010
2010-2024 (antes de fusionar el feed CEE)